# Oscar Peterson
Oscar Emmanuel Peterson, CC, CQ, O.Ont. (15. srpna 1925, Montreal, Québec – 23. prosince 2007 Mississauga, Ontario) byl kanadský jazzový pianista a skladatel, některými kritiky pokládán za jednoho z nejlepších pianistů všech dob (Scott Yanow, 2004). Jeho hudba je plná swingu a jazzových improvizací. V Evropě byl známý také díky svým každoročním koncertům. Jeho velkým vzorem byl legendární jazzový pianista Art Tatum.

## Životopis
Vyrůstal ve čtvrti Little Burgundy v Montrealu v provincii Québec. V pěti letech se začal učit hře na trubku a piáno, avšak od svých sedmi let se kvůli prodělané tuberkulóze věnoval pouze hře na piano. První setkání s hudbou formou výuky mu dopřával jeho otec, amatérský trumpetista a pianista. Díky své sestře, která ho také vyučovala, dosáhl vysoké úrovně hráčského umu a virtuozity. Prvním "opravdovým" učitelem byl maďarský pianista Paul de Marky, jenž byl sám klavírním žákem Franze Liszta. Zanedlouho mladý Oscar propadl kouzlu jazzu a zejména stylu boogie-woogie a díky tomu byl ve své době nazýván jako "the Brown Bomber of the Boogie-Woogie". Ve věku devíti let hrál takovým způsobem, že působil mezi profesionály jako rovnocenný kolega. Mnoho let cvičil čtyři až šest hodin denně a teprve v následujících letech snížil každodenní lekce na jednu až dvě hodiny. V roce 1940, ve věku čtrnácti let, vyhrál národní hudební soutěž pořádanou "Canadian Broadcasting Corporation", což byl okamžik, který jej zařadil mezi profesionální hudebníky.
Jedněmi z mnohých, kteří měli na Petersona v době jeho mládí vliv, byli Teddy Wilson, Nat "King" Cole, James P. Johnson a legendární Art Tatum. Brzy si vydobyl renomé jako technicky zdatný a melodicky nápaditý jazzový pianista a začal pravidelně znít z kanadských rádií. Jeho první vystoupení v USA se konalo roku 1949 v newyorské Carnegie Hall.
Během své kariéry hrál např. s Rayem Brownem, Benem Websterem, Miltem Jacksonem, Herb Ellisem, Barney Kesselem, Ed Thigpenem, Niels-Henning Ørsted Pedersenem, Louis Armstrongem, Stéphanem Grappellim, Ellou Fitzgerald, Clarkem Terrym, Joe Passem, Countem Basiem.
Důležitým momentem Petersonovy kariéry bylo zahájení spolupráce se značkami hudebního manažera Normanem Granzem (především Verve records) koncertní série „Jazz at the Philharmonic“, kde měl příležitost si zahrát s nejvýznamnějšími osobnostmi jazzu své doby. Granz zůstal Petersonovým manažerem po většinu kariéry. Někteří odborníci jsou toho názoru, že jeho nejlepší nahrávky jsou ty z konce šedesátých a začátku sedmdesátých let. Od roku 1973 vycházely jeho desky pod Granzovým vydavatelstvím Pablo Records, v 90. letech pak ve vydavatelství Telarc.
Roku 1993 prodělal mozkovou mrtvici, která trvale oslabila jeho levou polovinu těla. Tím byl na dva roky postaven mimo dění. Tuto překážku však posléze překonal a až do svého skonu omezeně koncertoval.
V roce 1997 obdržel cenu Grammy za celoživotní přínos a také cenu International Jazz Hall of Fame Award, což dokazuje, že je stále považován za jednoho z nejlepších jazzových hráčů všech dob.

## Diskografie
- 1945 – I Got Rhythm
- 1947 – Rockin' in Rhythm
- 1950 – Oscar Peterson At Carnegie Hall
- 1951 – Oscar Peterson Plays Cole Porter
- 1952 – Lester Young - The President Plays with the Oscar Peterson Trio
- 1952 – Oscar Peterson Plays Duke Ellington
- 1956 – At the Stratford Shakespearean Festival
- 1959 – A Jazz Portrait of Frank Sinatra
- 1959 – The Jazz Soul of Oscar Peterson
- 1959 – Oscar Peterson Plays the Duke Ellington Song Book
- 1959 – Oscar Peterson Plays the George Gershwin Song Book
- 1959 – Oscar Peterson Plays the Cole Porter Song Book
- 1959 – Oscar Peterson Plays Porgy and Bess
- 1967 – Jazz at the Philharmonic - The Greatest Jazz Concert in the World
- 1968 – My Favorite Instrument
- 1969 – Motions and Emotions
- 1969 – Hello Herbie
- 1970 – Oscar Peterson in Paris
- 1970 – Tristeza on Piano
- 1970 – Another Day
- 1970 – Oscar Peterson, Milt Jackson - Reunion Blues
- 1972 – The Oscar Peterson Trio in Tokyo
- 1972 – Solo
- 1982 – Freedom Song The Oscar Peterson Big 4 in Japan '82 (Oscar Peterson, Joe Pass, Niels-Henning Ørsted Pedersen, Martin Drew)
- 1983 – A Tribute to My Friends
- 1983 – If You Could See Me Now
- 1986 – Benny Carter Meets Oscar Peterson
- 1984 – Easter Suite
- 1990 – The Legendary Oscar Peterson Trio Encore at the Blue Note
- 1990 – The Legendary Oscar Peterson Trio Live at the Blue Note
- 1990 – The Legendary Oscar Peterson Trio Saturday Night at the Blue Note
- 1990 – The Legendary Oscar Peterson Trio Last Call at the Blue Note
- 1992 – Exclusively for My Friends
- 1994 – Side by Side (Oscar Peterson, Itzhak Perlman)
- 1994 – Some of My Best Friends Are….The Piano Players (Ray Brown)
- 1995 – The More I See You (Oscar Peterson, Benny Carter, Clark Terry, Ray Brown)
- 1995 – An Oscar Peterson Christmas
- 1996 – Oscar in Paris
- 1996 – Live at the Town Hall
- 1999 – Oscar Peterson Plays the Duke Ellington Song Book (1999)
- 1999 – A Summer Night in Munich
- 1999 – My Personal Choice
- 2000 – Trail of Dreams: A Canadian Suite
- 2001 – Oscar's Ballads
- 2004 – A Night in Vienna